# Pīr Ḩayātī
Pīr Ḩayātī (persiska: پیرحیاتی, Pīr Ḩayātī-ye Soflá) är en ort i Iran.   Den ligger i provinsen Kermanshah, i den västra delen av landet, 500 km väster om huvudstaden Teheran. Pīr Ḩayātī ligger 1 355 meter över havet och antalet invånare är 210.
Terrängen runt Pīr Ḩayātī är kuperad söderut, men norrut är den platt.Runt Pīr Ḩayātī är det ganska tätbefolkat, med 185 invånare per kvadratkilometer. Närmaste större samhälle är Robāţ-e Māhīdasht, 4,1 km sydost om Pīr Ḩayātī. Trakten runt Pīr Ḩayātī består i huvudsak av gräsmarker.